# Мир животных
Мир животных — многотомная научно-популярная книга советского учёного-биолога И. И. Акимушкина. В книге рассматриваются следующие классы животных: млекопитающие, птицы, пресмыкающиеся, амфибии, рыбы, насекомые и пауки. Со второго по четвертое издание освещались беспозвоночные, давался развернутый палеонтологический экскурс.

## Содержание

###### Том 1. Рассказы обутконосе,ехидне,кенгуру,ежах,волках,лисах,медведях,леопардах,носорогах,гиппопотамах,газеляхи многих других широко известных и редких млекопитающих.
Первая книга посвящена клоачным, сумчатым, насекомоядным, хищным, непарнокопытным и парнокопытным млекопитающим.

###### Том 2. Рассказы о зверях крылатых, бронированных, ластоногих, трубкозубых, зайцеобразных, китообразных и человекообразных.
Вторая книга рассказывает о рукокрылых, приматах, неполнозубых, панголинах, зайцеобразных, грызунах, китообразных, ластоногих, трубкозубых, даманах, сиренах и хоботных.

###### Том 3. Рассказы о птицах.
Третья книга освещает морфологию основных отрядов птиц и раскрывает особенности поведения наиболее интересных представителей. Автор рассказывает о пингвинах, страусообразных, скрытохвостых, гагарах и поганках, трубконосых, веслоногих, голенастых, гусеобразных, хищных, куриных, пастушковых, попугаях, длиннокрылых, воробьиных, райских птицах и лирохвостах.

###### Том 4. Рассказы озмеях,крокодилах,черепахах,лягушках,рыбах.
Четвертая книга охватывает широкий круг представителей трех классов — пресмыкающихся, амфибий и рыб.

###### Том 5. Рассказы о насекомых.
Пятая книга описывает особенности морфологии насекомых, метаморфоз, строение их органов чувств, а также основные отряды насекомых: низшие, или первичнобескрылые, стрекозы, поденки, веснянки и ручейники, тараканообразные, прямокрылые и уховертки, пухоеды, вши, клопы и блохи, равнокрылые, хоботные, чешуекрылые, сетчатокрылые, жесткокрылые, перепончатокрылые, двукрылые.

###### Том 6. Рассказы о домашних животных.
Перечисляя основных домашних животных, автор исходит из их классификации по отрядам и классам. Глава о хищных зверях повествует в основном о потомках волков, собаках, и в меньшей степени о кошках. Глава о непарнокопытных посвящена лошади, о парнокопытных — верблюду, свинье, овце, буйволу, зебу, корове, о зайцеобразных и грызунах— кроликам и морским свинкам, о птицах — многообразным сельскохозяйственным видам, а также певчим и охотничьим птицам. Условно домашними автор считает некоторые виды рыб, разводимые человеком, и насекомых — шелкопряда и пчел.

## Издания
Первое издание вышло в свет в издательстве «Молодая гвардия» в научно-популярной серии «Эврика». По словам директора издательства В. Н. Ганичева: «Книгу И. Акимушкина „Мир животных“ пришлось выпустить три раза повышенным тиражом. Честно говоря, я не знал, что у нас в стране такое количество людей любит читать про животных. Да что в стране — эта книга вышла в Японии, ГДР, Болгарии».
- Мир животных в 6 тт. — М.: Молодая гвардия, 1971—1981. — (Эврика). — 200 000 экз.
- Мир животных в 4 тт. 2-е изд. — М.: Мысль, 1988—1992.
- Мир животных в 4 тт. 3-е изд. — М.: Мысль, 1994—1995.
- Мир животных в 4 тт. 4-е изд. — М.: Мысль, 1998.
- Мир животных в 6 тт. 5-е изд. — М.: ИД Мещерякова, 2016—2017. — (Пифагоровы штаны).